# キミの勇者
『キミの勇者』（キミのゆうしゃ）は、SNKプレイモアから2008年10月23日に発売されたニンテンドーDS用ソフト。

## 概要
１つのクエストが約30分でクリアできるRPG。
なお、今作はニンテンドーDS用ソフトでありながら、タッチペンを必要とする場面はない。キャラクターデザインは藤ノ宮深森。

## 登場人物
ワンダ
声 - 尾崎未來
種族 - 人間 / クラス - ユーシャ
主人公。勇者として、強力な力を持つ「星鍵」（せいけん）と空を飛べる靴「ウイングシューズ」を武器に戦いに臨む。
毒舌キャラ。当初公式では性別不明とあったが、初期設定や作中の描写を見るかぎり性別は男性という見方が強い。
ティオ
声 - 壱智村小真
種族 - 人間 / クラス - 魔法使い
もう一人の主人公。従者として、ワンダを補佐する魔法使い。だが、家が裕福で甘やかされて育ったため、あまり実力を発揮できていない。
いじられキャラ。ゲーム本編は彼女の視点で進行、作品タイトル等からも彼女がプレイヤーキャラクターのような位置付けを思わせる作りになっている。
タンゴ
声 - 西垣俊作
種族 - 人間 / クラス - ガンナー
砂漠の国から来た男性。従者になるための厳しい教育を積んできたため、勇者に対して過剰なまでの尊敬を払っている。真面目だが、優柔不断。「錬銀術」と呼ばれる技法を使いこなす。
グレイ
声 - 山下章
種族 - 人間 / クラス - 剣士
粗暴な面が目立つが、腕の立つ放浪の剣士。物語本編ではゲストキャラ扱いであり、一時的にパーティーに参加する・レベルアップもするが次に加わる時には特定のレベルでの参戦・装備変更不可などの特徴を持つ。
アロマ
声 - 伊藤葉純
種族 - 獣人族 / クラス - トレジャー・ハンター
セラの姉。過酷な生活を送っているが、いつも穏やかにふるまっている。セラとの連携技など独特の技を使う。
セラ
声 - 伊藤葉純
種族 - 獣人族 / クラス - トレジャー・ハンター
アロマの妹。パーティーメンバーとして戦う事はなく、アロマの技の際に連携して攻撃する。
シルク
声 - 後藤恵梨子
種族 - 人魚族（龍神種） / クラス - アクア・パラディン
人魚族の族長の娘であり、武術にたけた少女。気ままだが、繊細な一面もある。
フィジェ
声 - 園田ひろこ
種族 - 人間 / クラス - 雪使い
風使いの村に暮らす少女で、風や水と心を通わす能力を持っている。そこから発展して雪や大気を操ることができる。いつも高名な魔導書を手にしているが、実際は自分の能力の補助のために持っている。消極的だが、だれかの役に立ちたいと思っている。
リュネート
声 - 佐藤まさみ
種族 - エルフ族 / クラス - 弓術士
エルフ族の族長の娘。気弱だが弓矢を使った技を使いこなす。
ハイム
声 - 櫻井浩美
種族 - 魔族（吸血鬼） / クラス - ヴァンパイア・コマンド
魔界の貴族である少女。見た目は少女だが、魔術に長けている。魔王から勇者たちを倒すよう命じられ、ワンダ達を追っている。
ドランコ
種族 - ドワーフ族 / クラス - ドワーフ・リーダー
工芸や鍛冶を生業とするドワーフ族の長。温厚だが、あまりにも無口なため、気難しい人物と思われることが多い。怪力と、真鉄製の斧を手に戦いに臨む。猫の姿をした奥さんがおり、大抵は奥さんが彼のセリフを代弁している。